# Kvidinge
Kvidinge est une localité suédoise dans la commune d'Åstorp en Scanie.
Sa population était de 1 920 habitants en 2019. 